# 富司纯子

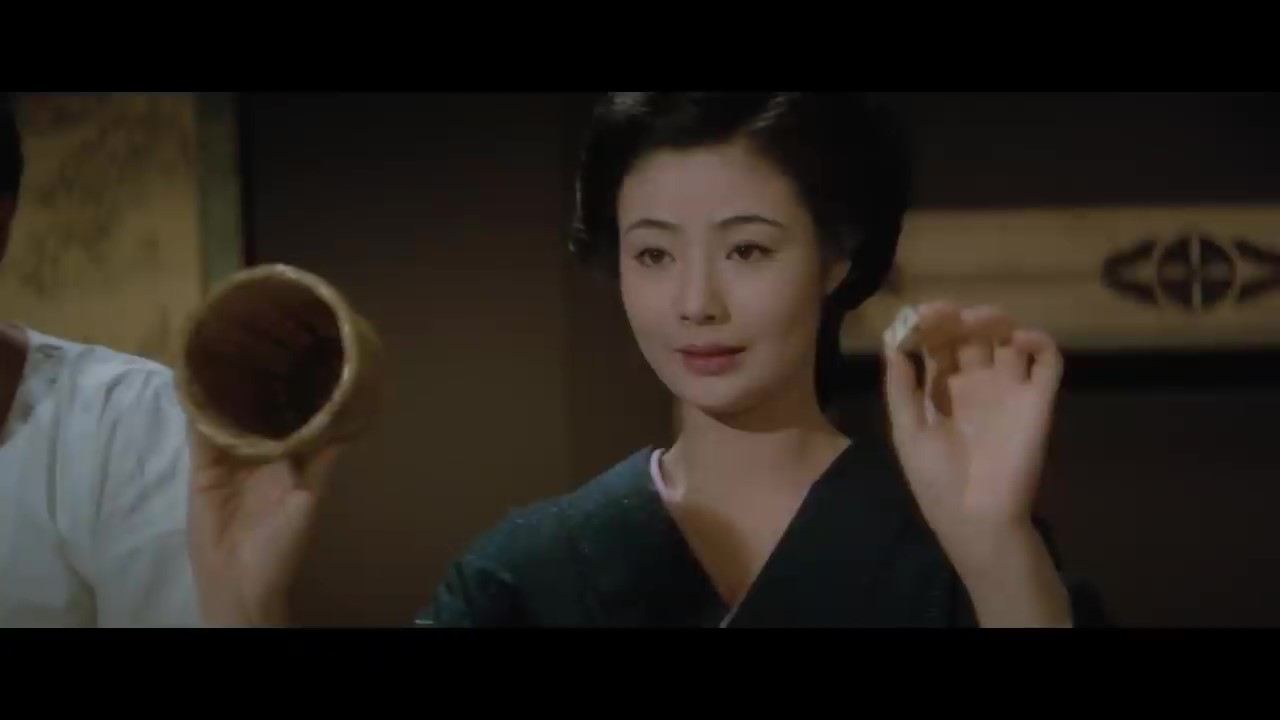

富司纯子（日语：／ Fuji Sumiko，1945年12月1日—），女，日本演员。曾获得每日電影獎最佳女主角、田中絹代獎等奖项。

## 家庭
父亲俊藤浩滋为东映制作人。丈夫尾上菊五郎（第7代）为歌舞伎演员，女儿寺岛忍为演员，儿子尾上菊之助（第5代）亦为歌舞伎演员。